# ResearchGate
ResearchGate är en community, webbplats och sökmotor med forskare inom samtliga discipliner som målgrupp.
ResearchGate erbjuder webbapplikationer som semantisk sökning, fildelning, delning av publikationsdatabaser (exempelvis endnote-bibliotek), forum, metoddiskussioner, grupper m.m. Medlemmar kan även skapa en personlig blogg inom communityn. Sedan maj 2011 har ResearchGate samlat fler än 1 400 000 forskare från närmare 192 länder.
Ett verktyg ResearchGate har utvecklat är en semantisk sökmotor som söker bland interna resurser samt stora externa databaser, inklusive PubMed, CiteSeer, arXiv, NASA Library, m.fl. efter vetenskapliga artiklar. Sökmotorn söker efter hela sammanfattningar istället för enskilda sökord, för att ge mer precisa träffar.
Samma semantiska matchning används också för att analysera användarens profil och sedan föreslå grupper, andra medlemmar och litteratur som kan vara relevant för användarens forskningsområde. Sammanlagt har 1 100 grupper skapats på ResearchGate. Dessa grupper kan antingen vara konfigurerade som öppna eller privata, och samtliga medlemmar kan skapa grupper. Det finns även verktyg som möjliggör att medlemmar kan samarbeta med kollegor genom att tillsammans skriva och redigera dokument. Exempel på andra verktyg är en kalender och en enkätfunktion.
Flera vetenskapliga organisationer och konferenser använder ResearchGate som en mötesplats för samarbete och kommunikation. ResearchGate har även utvecklat privata undercommunities för större organisationer, öppna endast för medlemmar av respektive organisation.
ResearchGate grundades 2008 av virologen Ijad Madisch, som fortfarande är företagets VD, tillsammans med läkaren Sören Hofmayer och datavetaren Horst Fickenscher. Det började i Boston, Massachusetts, och flyttade till Berlin, Tyskland, kort därefter.